# 1916 az irodalomban
Az 1916. év az irodalomban.

## Megjelent új művek

### Próza
- Sherwood Anderson amerikai író első regénye: Windy McPherson's Son (Windy McPherson fia)
- Guillaume Apollinaire kisregénye: Le Poète assassiné (A meggyilkolt költő)
- Henri Barbusse háborúellenes regénye: Le feu (A tűz)
- James Joyce önéletrajzi műve: A Portrait of an Artist as a Young Man (Ifjúkori arckép)
- Akutagava Rjúnoszuke japán író elbeszélése: Hana (Az orr)
- Rabindranáth Tagore indiai szerző regénye: Gharé báire (Otthon és a világban)

### Költészet
- Blaise Cendrars poémája: La Guerre au Luxembourg (Háború a Luxembourg-kertben)
- Carl Sandburg amerikai költő, író első verseskötete: Chicago Poems

### Dráma
- Georg Kaiser német szerző 1912-ben írt expresszionista drámája: Vom morgens bis mitternachts (Reggeltől éjfélig)
- Luigi Pirandello színműve: Liolà

### Magyar irodalom
- Babits Mihály: Recitatív című verseskötete, benne többek között: a Húsvét előtt és a Béke és háború közt
- Karinthy Frigyes:
  -  Tanár úr kérem
  - Utazás Faremidóba, szatirikus és utópikus regény
- Krúdy Gyula:
  - Aranykézutcai szép napok
  - Szindbád feltámadása

## Születések
- április 18. – Tűz Tamás költő, író, katolikus pap († 1992)
- július 14. – Natalia Ginzburg olasz író († 1991)
- október 6. – Grandpierre K. Endre író, költő, magyarságkutató († 2003)
- október 19. – Vészi Endre magyar költő, író († 1987)
- november 18. – Peter Weiss német író, drámaíró, festőművész és rendező († 1982)
- november 21. – Csorba Győző magyar költő, műfordító († 1995)

## Halálozások
- február 6. – Rubén Darío nicaraguai író, költő, politikus, a dél-amerikai modernizmus kiemelkedő alakja (* 1867)
- február 28. – Henry James amerikai származású angol író, kritikus (* 1843)
- április 13. – Eötvös Károly politikus, ügyvéd, író, publicista (* 1842)
- május 13. – Sólem Aléchem zsidó vallású, jiddis nyelven alkotó orosz író (* 1859)
- május 28. – Ivan Jakovics Franko ukrán költő, író, műfordító (* 1856)
- szeptember 14. – José Echegaray y Eizaguirre Nobel-díjas (megosztva Frédéric Mistrallal) baszk származású spanyol drámaíró (* 1832)
- szeptember 22. – Ágai Adolf humorista, lapszerkesztő (* 1836)
- november 15. – Henryk Sienkiewicz irodalmi Nobel-díjas lengyel regényíró (* 1846)
- november 22. – Jack London amerikai író, elbeszélő (* 1876)
- november 27. – Émile Verhaeren francia nyelven író belga szimbolista költő (* 1855)
- december 9. – Nacume Szószeki, a Meidzsi-kor egyik első regényírója, munkásságának köszönhető a realista regény meggyökerezése Japánban (* 1867)